# ماریو تسویتانوویچ
ماریو تسویتانوویچ (کرواتی: Mario Cvitanović؛ زادهٔ ۶ مهٔ ۱۹۷۵) بازیکن سابق و مربی فوتبال اهل کرواسی بود.
از باشگاه‌هایی که در آن بازی کرده‌است می‌توان به باشگاه فوتبال دینامو زاگرب، باشگاه فوتبال هلاس ورونا، باشگاه فوتبال انرژی کوتبوس، باشگاه فوتبال جنوآ، باشگاه فوتبال ناپولی، و باشگاه فوتبال ونتزیا اشاره کرد.
وی همچنین در تیم‌های ملی فوتبال کرواسی بازی کرده‌است.